# Golfo de Savannah

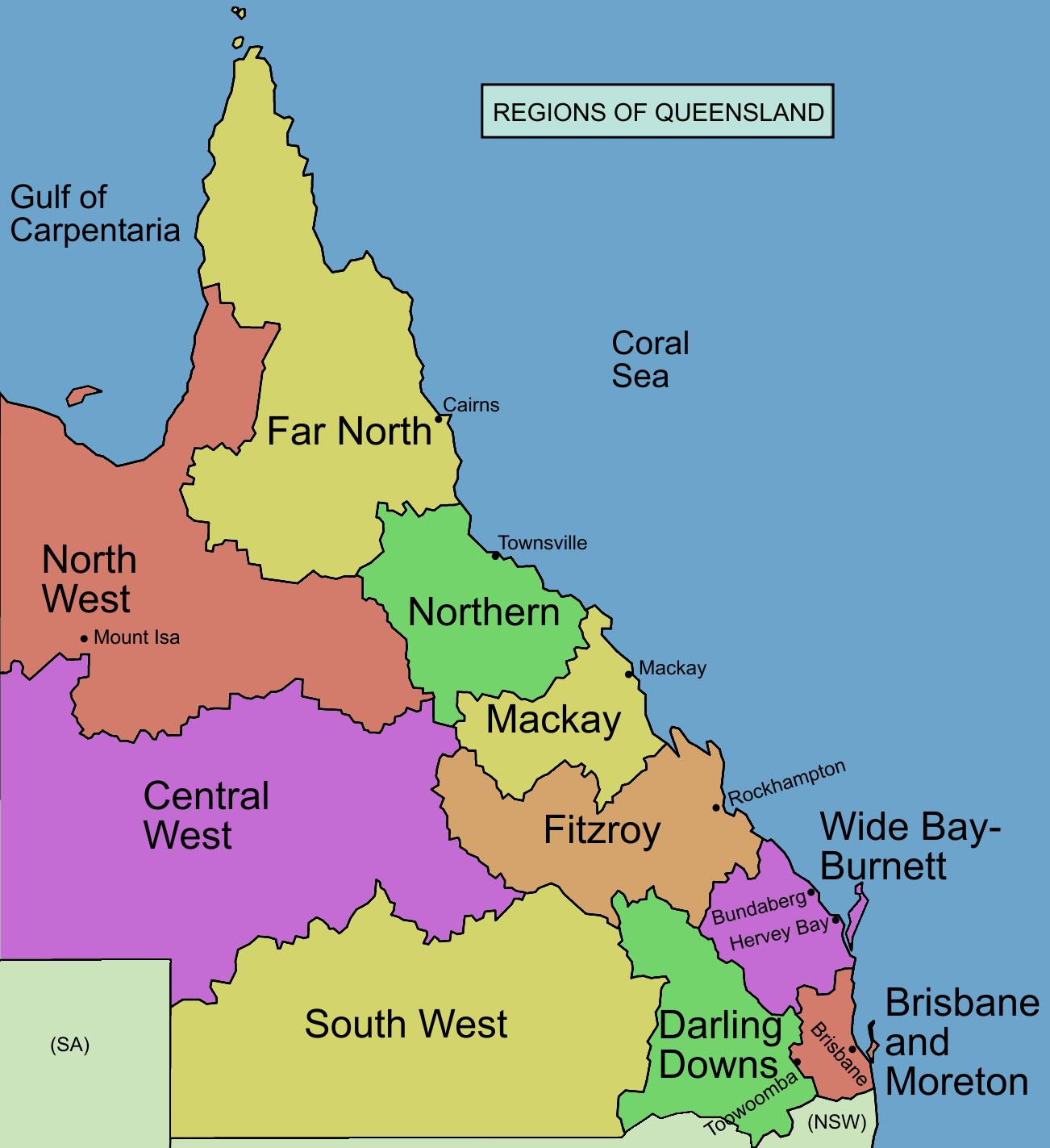
Localización.

El Golfo de Savannah es la región de bosques y pastizales de sabana que rodea el Golfo de Carpentaria en el noroeste de Queensland y el este del Territorio del Norte, en la costa norte de Australia. La región también se llama Golfo de Country. Contiene grandes reservas de zinc, plomo y plata. El Golfo de Savannah está atravesado por la autopista Savannah Way.